# Omaxal
Omaxal är en ort i Mexiko.   Den ligger i kommunen Milpa Alta och delstaten Distrito Federal, i den sydöstra delen av landet, 27 km söder om huvudstaden Mexico City. Omaxal ligger 2 857 meter över havet och antalet invånare är 160.
Terrängen runt Omaxal är lite bergig, och sluttar norrut. Runt Omaxal är det mycket tätbefolkat, med 2 431 invånare per kvadratkilometer. Närmaste större samhälle är Iztapalapa, 19,4 km norr om Omaxal. I omgivningarna runt Omaxal växer huvudsakligen savannskog.